# Temporada de furacões no oceano Atlântico de 2000
A temporada de furacões no Atlântico de 2000 foi um evento no ciclo anual de formação de ciclones tropicais. A temporada começou em 1 de junho e terminou em 30 de novembro de 2000. Estas datas delimitam convencionalmente o período de cada ano quando a maioria dos ciclones tropicais tende a se formar na bacia do Atlântico.
A atividade da temporada de furacões no Atlântico de 2000 ficou acima da média, com um total de 15 tempestades dotadas de nome e oito furacões, sendo que três destes atingiram a intensidade igual ou superior a um furacão de categoria 3 na escala de furacões de Saffir-Simpson.
A temporada começou efetivamente com a formação da depressão tropical Um em 7 de junho. No final de setembro e início de outubro, o furacão Keith atingiu Belize e o México, causando cerca de 225 milhões de dólares em prejuízos e 40 fatalidades.

## Nomes das tempestades
Os nomes abaixo foram usados para dar nomes às tempestades que se formaram no Atlântico Norte em 2000. Esta é a mesma lista usada na temporada de 1994, exceto por Joyce, que substituiu Joan. Devido aos impactos causados pelo furacão Keith, seu nome foi retirado e substituído por Kirk, que juntamente com os outros nomes não retirados desta lista, compuseram a lista de nomes da temporada de 2006.
| - Alberto - Beryl - Chris - Debby - Ernesto - Florence - Gordon | - Helene - Isaac - Joyce - Keith - Leslie - Michael - Nadine | - Oscar - Patty (sem usar) - Rafael (sem usar) - Sandy (sem usar) - Tony (sem usar) - Valerie (sem usar) - William (sem usar) |